# إليزر أ. باين
إليزر أ. باين (بالإنجليزية: Eleazer A. Paine)‏ هو محامي وضابط أمريكي، ولد في 10 سبتمبر 1815 في مقاطعة غياوغا في الولايات المتحدة، وتوفي في 16 ديسمبر 1882 في جيرسي سيتي في الولايات المتحدة.